# 29 juin
Pour les articles homonymes, voir Vingt-Neuf-Juin.
29 mai 29 juillet
Chronologies thématiques
- Croisades
- Ferroviaires
- Sports
- Disney
- Anarchisme
- Catholicisme

Abréviations / Voir aussi
- (° 1852) = né en 1852
- († 1885) = mort en 1885
- a.s. = calendrier julien
- n.s. = calendrier grégorien
- Calendrier
- Calendrier perpétuel
- Liste de calendriers
- Naissances du jour

Le 29 juin est le 180e jour, moins souvent le 181e, de l'année du calendrier grégorien ; il en reste ensuite 185.
Son équivalent était généralement le 11 messidor du calendrier républicain ou révolutionnaire français, officiellement dénommé jour de la coriandre.

## Événements

### Iersiècleav. J.-C.
- -48 (ou 9 août) : Pompée est vaincu par Jules César lors d'une bataille entre Romains à Pharsale en Thessalie au nord de la Grèce.

### Xesiècle
- 922 : Robert Ier devient roi de Francie occidentale (alternance sur ce trône de rois voire empereurs carolingiens et de comtes de Paris voire ducs (d'Île-) de(-)France robertiens comme ledit Robert (ces derniers ancêtres des "Capétiens" à partir de 987).

### XIVesiècle
- 1312 : Henri VII est sacré empereur romain germanique.

### XVesiècle
- 1444 : Skanderberg défait des troupes ottomanes lors d'une bataille de Torvioll.

### XVIIIesiècle
- 1776 : fondation de la ville de San Francisco par le père François (Francisco) Palou, via d'abord une "mission San Francisco de Asís".
- 1793 : bataille de Nantes, pendant la guerre de Vendée.
- 1795 : Bataille d'Auray et bataille de Landévant, pendant l'expédition de Quiberon, lors de la Chouannerie.

### XIXesiècle
- 1880 : la France annexe l'île de Tahiti.

### XXesiècle
- 1946 : opération Agatha, menée par les autorités britanniques contre les groupes sionistes, en Palestine mandataire.
- 1973 : tentative de coup d'État militaire au Chili contre Salvador Allende, le Tanquetazo.
- 1976 : indépendance des Seychelles.
- 1992 : assassinat du président algérien Mohamed Boudiaf en tribune d'une réunion qu'il préside assis face à l'auditoire public d'une salle.

### XXIesiècle
- 2004 : Marie-Noëlle Thémereau devient la troisième présidente du gouvernement de la Nouvelle-Calédonie.
- 2011 :
  - résolution no 1992 du Conseil de sécurité des Nations unies, sur la situation en Côte d'Ivoire.
  - résolution no 1993 du Conseil de sécurité des Nations unies, instituant un tribunal international chargé de juger les personnes accusées de violations graves du droit international humanitaire commises sur le territoire de l’ex-Yougoslavie depuis 1991.
- 2012 :
  - résolution no 2054 du Conseil de sécurité des Nations unies, instituant un tribunal international chargé de juger les personnes accusées d’actes de génocide ou d’autres violations graves du droit international humanitaire commis sur le territoire du Rwanda, et les citoyens rwandais accusés de tels actes ou violations commis sur le territoire d’États voisins, entre le 1er janvier et le 31 décembre 1994.
  - résolution no 2055 du Conseil de sécurité des Nations unies, sur la non-prolifération des armes de destruction massive.
- 2014 : l’État islamique en Irak et au Levant proclame le rétablissement du califat dans les territoires qu’il contrôle en Irak et en Syrie, et prend le nom d’État islamique, avec à sa tête Abou Bakr al-Baghdadi al-Husseini al-Qurashi.
- 2016 : élections législatives en Mongolie.
- 2017 : un tribunal arbitral international rend un jugement portant sur un différend frontalier entre Croatie et Slovénie au sujet de la baie de Piran, auquel la Croatie réagit en annonçant d'emblée qu'elle refuse de le mettre en œuvre.
- 2022 : fin du procès des attentats du 13 novembre 2015.
- 2024 : en Mauritanie, Mohamed Ould Ghazouani est réélu au premier tour de l’élection présidentielle[1].

## Arts, culture et religion
- 1931 : le pape Pie XI promulgue l'encyclique Non abbiamo bisogno condamnant le fascisme italien du régime de Benito Mussolini.
- 2009 : fin de l'année paulinienne ( voir son début un 28 juin).

## Sciences et techniques
- 1900 : création de la fondation Nobel.
- 2007 : sortie du premier modèle d'iPhone.
- 2014 : annonce de la découverte de l’exoplanète Gliese 832 c la plus proche de la Terre tout en étant située en zone habitable de sa propre étoile solaire.

## Économie et société
- 1949 : diffusion en France du premier journal télévisé de la RTF inventé et dirigé par Pierre Sabbagh.
- 2020 : le Front de libération du Baloutchistan attaque la Bourse de Karachi au Pakistan (dix personnes tuées et sept blessées)[2].
- 2025 : aux États-Unis, une fusillade fait plusieurs morts à Coeur d'Alene  dans l'Idaho après que des pompiers et policiers ont été attirés par un incendie criminel[3].

## Naissances

### XVIesiècle
- 1517 : Rembert Dodoens, botaniste belge († 10 mars 1585).

### XVIIesiècle
- 1609 : Pierre-Paul Riquet, entrepreneur français qui a conçu et réalisé le canal du Midi dans le Sud de la France entre la Garonne et la mer Méditerranée († 1er octobre 1680).

### XVIIIesiècle
- 1746 : Joachim Heinrich Campe, pédagogue allemand († 22 octobre 1818).
- 1784 : Alexandre Aguado, banquier espagnol († 14 avril 1842).
- 1789 : Carl Ludwig Blume, botaniste hollandais († 3 février 1862).
- 1798 : Giacomo Leopardi, écrivain italien († 14 juin 1837).
- 1799 : François-Auguste Biard, peintre français († 20 juin 1882).

### XIXesiècle
- 1822 : Philibert Bellemain, architecte français († 1er février 1886).
- 1831 : John Bell Hood, général sudiste américain († 30 août 1879).
- 1865, 1869 ou 1880 : Shigechiyo Izumi, supercentenaire à l'âge authentifié le plus avancé du monde après le décès de Niwa Kawamoto († 21 février 1986).
- 1880 :
  - Ludwig Beck, général allemand († 20 juillet 1944).
  - Pierre Martino, linguiste français († 9 novembre 1953).
- 1886 : Robert Schuman, homme politique français, président du Conseil des ministres français de 1947 à 1948, l'un des pères fondateurs de l'Union européenne († 4 septembre 1963).
- 1893 : Eduard Čech, mathématicien tchèque († 15 mars 1960).
- 1898 : Yvonne Lefébure, pianiste virtuose et pédagogue française († 23 janvier 1986).
- 1900 : Antoine de Saint-Exupéry, écrivain français († 31 juillet 1944).

### XXesiècle
- 1901 :
  - Nelson Eddy, chanteur américain († 6 mars 1967).
  - Henri Letondal, dramaturge, animateur et acteur québécois († 15 février 1955).
- 1904 : Umberto Mozzoni, prélat argentin († 7 novembre 1983).
- 1905 : Louis Scutenaire, écrivain et poète belge († 15 août 1987).
- 1907 : Joan Davis, actrice américaine († 22 mai 1961).
- 1908 :
  - Leroy Anderson, compositeur, arrangeur et chef d’orchestre américain († 18 mai 1975).
  - John Hench, dessinateur de dessins animés américain († 5 février 2004).
- 1910 : Frank Loesser, compositeur américain († 28 juillet 1969).
- 1911 :
  - Pierre Marie Gallois, militaire français († 23 août 2010).
  - Bernard Herrmann, compositeur américain († 24 décembre 1975).
  - Bernhard zur Lippe Biesterfeld, prince consort des Pays-Bas, époux de la reine Juliana († 1er décembre 2004).
- 1912 :
  - Lucie Aubrac, résistante française († 14 mars 2007).
  - John Toland, historien américain († 4 janvier 2004).
- 1913 : 
  - Hans Knecht, coureur cycliste suisse († 8 mars 1986).
  - Earle Meadows, athlète américain, champion olympique du saut à la perche († 11 novembre 1992).
- 1914 : Rafael Kubelik, chef d'orchestre et compositeur suisse d’origine tchèque († 11 août 1996).
- 1916 : Ruth Warrick, actrice américaine († 15 janvier 2005).
- 1918 : Mary Ann Lippitt, pilote, femme d'affaires et philanthrope américaine († 18 juin 2006).
- 1919 :
  - Ernesto Corripio y Ahumada, prélat mexicain († 10 avril 2008).
  - Slim Pickens, acteur américain († 8 décembre 1983).
- 1920 : Ray Harryhausen, réalisateur d'effets spéciaux américain († 7 mai 2013).
- 1921 :
  - Frédéric Dard, écrivain français († 6 juin 2000).
  - Reinhard Mohn, éditeur allemand († 3 octobre 2009).
- 1925 :
  - Robert Hébras, dernier témoin des 7 survivants des victimes du massacre d'Oradour-sur-Glane en 1944 († 11 février 2023).
  - Giorgio Napolitano, homme d'État italien, président de la République italienne de 2006 à 2015.
  - Cara Williams (Bernice Kamiat dite), actrice américaine († 9 décembre 2021).
- 1926 : Cheikh Jaber al-Ahmad al-Sabah (جابر الأحمد الجابرالصباح), émir du Koweït de 1977 à 2006 († 15 janvier 2005).
- 1927 : Pierre Perrault, réalisateur, dramaturge et poète québécois († 23 juin 1999).
- 1929 : 
  - Alexandre Lagoya, guitariste français († 24 août 1999).
  - Pete George, haltérophile américain, champion olympique.
- 1930 :
  - Viola Léger, actrice canadienne née aux États-Unis.
  - Émile Marcus, prélat français.
  - Sławomir Mrożek, écrivain et dramaturge polonais († 15 août 2013).
- 1936 :
  - Jacques Balutin (William Albert Buenos dit), acteur français.
  - Harmon Killebrew, joueur de baseball américain († 17 mai 2011).
- 1939 : Sante Gaiardoni, coureur cycliste italien, double champion olympique.
- 1940 : François Joxe, acteur, metteur en scène, auteur de théâtre et artiste peintre français († 21 août 2020).
- 1941 :
  - John Boccabella, joueur de baseball américain.
  - Stokely Carmichael, militant des droits civiques américain († 15 novembre 1998).
  - Jacques Toubon, homme politique français, plusieurs fois ministre et député européen, défenseur des droits de 2014 à 2020.
- 1943 :
  - Little Eva (Eva Narcissus Boyd dite), chanteuse américaine († 10 avril 2003).
  - Garland Jeffreys, auteur-compositeur-interprète musicien afro-américain.
  - Louis Nicollin, entrepreneur français, président du Groupe Nicollin et dirigeant du Montpellier Hérault Sport Club († 29 juin 2017).
  - Fred Robsahm, acteur norvégien († 26 mars 2015).
  - Gerhard Auer, rameur allemand, champion olympique († 21 septembre 2019).
- 1944 :
  - Gary Busey, acteur américain.
  - Sean Patrick O'Malley, prélat américain.
- 1945 : Chandrika Kumaratunga, femme politique sri-lankaise.
- 1946 :
  - Tania Busselier, actrice française.
  - Marc Wasterlain, auteur belge de bandes dessinées.
- 1948 :
  - Freddy Girón, matador vénézuélien.
  - Fred Grandy, acteur puis homme politique américain.
  - Ian Paice, musicien britannique, batteur du groupe Deep Purple.
- 1949 :
  - Claude Évin, homme politique français, ministre de la Santé de 1988 à 1991.
  - Valerie Ziegenfuss, joueuse de tennis américaine.
- 1951 : Keno Don Rosa, auteur de bandes dessinées américain.
- 1952 : Nozizwe Madlala-Routledge, femme politique sud-africaine.
- 1953 : Colin Hay, chanteur australo-britannique du groupe Men At Work.
- 1955 : Catherine T. Hunt, chimiste américaine.
- 1956 : 
  - Pedro Guerrero, joueur de baseball dominicain.
  - Michael McIntyre, skipper écossais, champion olympique.
- 1958 : Rosa Mota, athlète portugaise, championne olympique du marathon.
- 1961 : Éva Truffaut, actrice française.
- 1962 :
  - Frédéric Laffont, réalisateur français.
  - George D. Zamka, astronaute américain.
  - Christian Grønborg, skipper danois, champion olympique.
- 1963 :
  - Pierre Ménès, journaliste sportif français.
  - Anne-Sophie Mutter, violoniste allemande.
- 1968 : 
  - Isabelle Bauduin, footballeuse française.
  - Theoren Fleury, joueur de hockey sur glace canadien.
- 1969 :
  - Claude Béchard, homme politique québécois († 7 septembre 2010).
  - Sellig (Gilles Magnard dit), humoriste français.
- 1972 :
  - Nawal Al Zoghby (نوال الزّغبي), chanteuse libanaise.
  - DJ Shadow (Joshua Paul Davis dit), musicien américain.
  - Samantha Smith, actrice américaine († 25 août 1985).
- 1973 : Sophia Aram, humoriste et chroniqueuse radiophonique française.
- 1975 : Laetitia Krupa, journaliste politique française († 20 mars 2024).
- 1978 :
  - Steve Savidan, footballeur français.
  - Nicole Scherzinger, chanteuse américaine.
- 1980 : Samid Ghailan, journaliste, animateur et producteur marocain.
- 1986 : Edward Maya (Eduard Marian Ilie dit), chanteur, compositeur et producteur roumain.
- 1987 :
  - Ana Free (Ana Gomes Ferreira dite), chanteuse franco-portugaise.
  - Jena Lee (Sylvia Garcia dite), chanteuse française.
- 1990 : Yann M'Vila, footballeur français.
- 1991 :
  - Soren Fulton, acteur américain.
  - Kawhi Leonard, basketteur américain.
- 1992 : 
  - Diamond Dixon, athlète américaine.
  - Justine Dreher, golfeuse française.
  - Gabriela Petrova, athlète bulgare.
  - Adam Gary Sevani, acteur et danseur américain.
- 1994 : Baptiste Aloé, footballeur français.
- 1998 : Gjon's Tears (Gjon Muharremaj dit), chanteur et auteur-compositeur suisse.

## Décès

### XIesiècle
- 1059 : Bernard II de Saxe, duc de Saxe de la dynastie des Billung de 1011 à sa mort (° 995 / vers 1002).

### XIIesiècle
- 1102 : Albert III, comte de Namur (° vers 1027).

### XVesiècle
- 1466 : Alix la Burgotte, recluse des Innocents à Paris, dont la sépulture fut dressée dans l'église des Innocents sur ordre du roi Louis XI de France (° inconnue).

### XVIesiècle
- 1583 : Lorenzo Suárez de Mendoza, 5e vice-roi de Nouvelle-Espagne (° vers 1518).

### XVIIesiècle
- 1662 : Pierre de Marca, historien et archevêque français (° 24 janvier 1594).
- 1696 : Michel Lambert, musicien français (° 1610).

### XVIIIesiècle
- 1744 : André Campra, compositeur français (° 3 décembre 1660).
- 1779 : Anton Raphael Mengs, peintre allemand (° 12 mars 1728).

### XIXesiècle
- 1853 : Adrien de Jussieu, botaniste français (° 23 décembre 1797).
- 1855 : 
  - John Gorrie, médecin et inventeur américain, pionnier de la réfrigération et du conditionnement d'air (° 3 octobre 1802).
  - François-Bernard de Munck, homme politique belge (° 29 octobre 1794).
- 1861 : Elizabeth Barrett Browning, poétesse britannique (° 6 mars 1806).
- 1875 : Ferdinand Ier, empereur d'Autriche de 1835 à 1848 (° 19 avril 1793).
- 1886 :
  - Louis Brébant, médecin français (° 13 janvier 1827).
  - Louis Eugène Gaultier de La Richerie, administrateur colonial français (° 12 juin 1820).
  - Adolphe Monticelli, peintre français (° 14 octobre 1824).
- 1888 : Hannah Rachel Verbermacher, surnommée la « Vierge de Ludomir », rebbe ukrainienne (° 1806).
- 1889 : Jean-Félix Pédegert, religieux catholique et poète français (° 3 mars 1809).
- 1892 : Pashko Vasa, homme politique albanais (° 30 juin 1825).
- 1895 : Thomas Henry Huxley, biologiste britannique (° 4 mai 1825).

### XXesiècle
- 1931 : Nérée Beauchemin, poète et médecin québécois (° 20 février 1850).
- 1933 : Roscoe Arbuckle, acteur et réalisateur américain (° 24 mars 1887).
- 1940 : Paul Klee, peintre suisse (° 18 décembre 1879).
- 1941 : Ignacy Paderewski, musicien et homme politique polonais (° 6 novembre 1860).
- 1960 : Frank Patrick, joueur et dirigeant canadien de hockey sur glace (° 21 décembre 1885).
- 1967 :
  - Primo Carnera, boxeur italien (° 25 octobre 1906).
  - Jayne Mansfield, actrice américaine (° 19 avril 1933).
- 1969 :
  - Shorty Long (en), chanteur, compositeur, musicien et réalisateur artistique américain (° 20 mai 1940).
  - Vesselin Stoyanov (Веселин Стоянов), compositeur bulgare (° 20 avril 1902).
  - Moïse Tshombe, homme politique congolais, Premier ministre de la RDC de 1964 à 1965 et chef katangais (° 10 novembre 1919).
- 1972 : Boby Lapointe (Robert Lapointe dit), chanteur français (° 16 avril 1922).
- 1975 : Tim Buckley, musicien américain (° 14 février 1947).
- 1977 : Magda Lupescu, épouse du roi Carol II de Roumanie (° 15 septembre 1895).
- 1978 : Bob Crane, acteur américain (° 13 juillet 1928).
- 1982 :
  - Pierre Balmain, couturier français (° 18 mai 1914).
  - Henry King, réalisateur américain (° 24 janvier 1886).
- 1983 : John Nordin, ingénieur suédois (° 9 mai 1887).
- 1990 : Irving Wallace, écrivain américain (° 19 mars 1916).
- 1992 :
  - Pierre Billotte, militaire et homme politique français (° 8 mars 1906).
  - Mohammed Boudiaf (محمد بوضياف), dissident exilé au Maroc du FLN puis président algérien assassiné au début de la décennie noire (° 23 juin 1919).
- 1994 : Kurt Eichhorn, chef d'orchestre allemand (° 4 août 1908).
- 1995 : Lana Turner, actrice américaine (° 8 février 1921).
- 1997 : William Hickey, acteur américain (° 19 septembre 1927).
- 1998 :
  - Jess Hahn, acteur américain naturalisé français et domicilié en Bretagne (° 29 octobre 1921).
  - Horst Jankowski, pianiste populaire allemand (° 30 janvier 1936).
- 1999 : Allan Carr, producteur de cinéma américain (° 27 mai 1937).
- 2000 :
  - Vittorio Gassman, homme de cinéma italien (° 1er septembre 1927).
  - Germaine Montero, actrice et chanteuse française (° 22 octobre 1909).

### XXIesiècle
- 2001 : Silvio Oddi, prélat italien (° 14 novembre 1910).
- 2002 : Rosemary Clooney, actrice et chanteuse américaine (° 23 mai 1928).
- 2003 : Katharine Hepburn, actrice américaine (° 12 mai 1907).
- 2004 : Alvin Hamilton (en), homme politique canadien (° 30 mars 1912).
- 2005 : 
  - Tony D'Amario, acteur français (10 juillet 1960).
  - François-Xavier Verschave, économiste français (° 28 octobre 1945).
- 2006 : Paul Lorrain, physicien et professeur québécois (° 8 septembre 1916).
- 2008 :
  - Don S. Davis, acteur américain (° 4 août 1942).
  - Diane Hébert, première québécoise à avoir subi une greffe cœur-poumons (° 26 avril 1957).
- 2013 : Jim Kelly, acteur américain (° 5 mai 1946).
- 2015 :
  - Alain De Greef, directeur de production français, directeur historique des programmes de Canal+ (° 4 juin 1947).
  - Josef Masopust, entraîneur de football tchèque (° 9 février 1931).
  - Charles Pasqua, homme politique et résistant français (° 18 avril 1927).
- 2016 :
  - Margaret Bakkes, romancière sud-africaine (° 14 décembre 1931).
  - Jean-Pierre Bertrand, artiste peintre français (° 11 janvier 1937).
  - James Cooley, mathématicien américain (° 18 septembre 1926).
  - Robert Gay, prêtre missionnaire catholique canadien (° 22 janvier 1927).
  - Gurgon Kyap, acteur et directeur artistique franco-tibétain (° 1971).
  - Ojo Maduekwe, homme politique nigérien (° 6 mai 1945).
  - Wassyl Slipak, artiste lyrique ukrainien (° 20 décembre 1974).
  - Rob Wasserman, bassiste américain (° 1er avril 1952).
- 2017 : 
  - Nadine Basile, actrice française (° 1er avril 1931).
  - Aline Hanson, femme politique française (° 9 octobre 1949).
  - Zbigniew Kwaśniewski, footballeur polonais (° 2 avril 1948).
  - John Monckton, nageur australien (° 28 octobre 1938).
  - Louis Nicollin, entrepreneur français, président du Groupe Nicollin et dirigeant du Montpellier Hérault Sport Club (° 29 juin 1943).
  - Dave Semenko, hockeyeur sur glace canadien (° 12 juillet 1957).
- 2020 : John Alfred « Johnny » Mandel, compositeur et arrangeur musical américain (° 23 novembre 1925).
- 2021 : 
  - Jacques Loire, peintre et maître-verrier français (° 5 août 1932).
  - Donald Rumsfeld, conseiller politique fédéral américain (du président G. W. Bush).

- 2022 :
  - Sonny Barger, pilote de moto et écrivain américain (° 8 octobre 1938).
  - Claude Eveno, urbaniste, réalisateur et auteur français (° 7 décembre 1945).
  - Rik Evens, coureur cycliste belge (° 21 février 1927).
  - Lothar Kämpfe, zoologiste et enseignant allemand (° 23 février 1923).
  - Yehuda Meshi Zahav, militant israélien (° 19 juillet 1959).
- 2023 :
  - Alan Arkin, acteur, chanteur, scénariste et réalisateur américain (° 26 mars 1934).
  - Paulette Bisseck, femme politique camerounaise (° 25 juillet 1953).
  - Jean-Marie Jacquemin, pilote belge de rallyes belge (° 6 août 1942).
  - Harry Klugmann, cavalier de concours complet allemand (° 28 octobre 1940).
  - Stephen Owen, homme politique canadien (° 8 septembre 1948).
  - Barry Phillips-Moore, joueur de tennis australien (° 9 juillet 1937).
  - Tapley Seaton, homme d'État christophien (° 28 juillet 1950).
  - Anne Segalen, parolière française (° 17 décembre 1937).
  - Angel Wagenstein, scénariste et romancier bulgare (° 17 octobre 1922).
  - Anita Wood, actrice de télévision américaine (° 27 mai 1938).
- 2024 : 
  - Latifa Amahzoune, princesse marocaine (° 1943 ou 1944).
  - Jacqueline de Jong, peintre, sculptrice et graphiste néerlandaise (° 3 février 1939).
  - Alastair Laing, historien de l'art britannique (° 1944).
  - Mourad, pianiste et chanteur français (° 2005).
  - Shi Ping, homme politique et universitaire chinois (° 1er novembre 1911).
  - Martial Richoz, personnalité suisse (° 15 mai 1962).
  - Lionel Salem, chimiste théoricien français (° 5 mars 1937).
  - Patty Waters, chanteuse de jazz américaine (° 11 mars 1946).
- 2025 : Stuart Burrows, ténor britannique (° 7 février 1933).

## Célébrations

### Internationales
- Journée internationale contre l’abandon des animaux de compagnie depuis 2019[4] (et 28 juin ?).
- Journée mondiale du "Petit Prince" (naissance de son auteur Saint-Exupéry en 1900 ci-avant).

### Nationales
- Malte (Union européenne à zone euro) : il-Festa ta’ San Pietru u San Pawl / la « fête de saint-Pierre et saint-Paul » ci-après et il-Festa tal-Imnarja / la « fête des illuminations »[5],[6].
- Polynésie française (France, et Union européenne ultramarines à franc pacifique XPF ?) : fête de l’autonomie de cette C.O.M. de l'océan Pacifique vis-à-vis de sa métropole en Europe.
- Seychelles : fête de leur indépendance.

### Saints des Églises chrétiennes

#### Saints catholiques et orthodoxes du jour
Référencés ci-après in fine, :
- Béate († vers 294) -ou « Bénédicte »-, vierge, martyre près de Sens en Bourgogne.
- Cassius de Narni († 558), évêque.
- Chouchan († 458), d'origine arménienne, fille de saint Vartan, épouse du roi de Géorgie Vasken, martyre par la main de son mari.
- Judith (Ancien Testament), héroïne juive du livre biblique du même nom le Livre de Judith.
- Marceau - ou « Marcel d'Argenton »- et Anastase du Berry, soldat, († entre 270 et 275) martyrs sous Aurélien à Argenton-sur-Creuse dans le Berry.
- Marie (Ier siècle), mère de saint Marc.
- Marie Du Tianshi et Madeleine Du Fengju († 1900), martyrs chinois.
- Paul Wu Juan, Jean-Baptiste Wu Mantang et Paul Wu († 1900), martyrs chinois.
- Syr de Gênes († v. 330), évêque.

#### Saints et bienheureux catholiques du jour
Référencés ci-après :
- Emma de Gurk († 1045) -ou « Emma de Sangau », « Hemma » ou « Gemma »-, laïque autrichienne.
- Francesco Mottola († 1969), bienheureux prêtre italien et fondateur d'une congrégation religieuse.
- José Gregorio Hernández Cisneros († 1919), bienheureux laïc vénézuélien.
- Raymond Lulle († 1315), bienheureux tertiaire franciscain majorquain.
- Yakym Senkivsky († 1941), bienheureux prêtre ukrainien martyr.

#### Saints orthodoxes?
Outre les saints œcuméniques voire pré-schismatiques ci-avant, aux dates parfois "juliennes" / orientales...
- Pierre de Rostov († 1290), laïc devenu moine à la fin de sa vie.

### Prénoms du jour
Bonne fête aux Paul et ses principales variantes : au masculin Paol, Pau, Paulo, Paulus, Pablo, Paolo, Pavel ou Pol ; et au féminin : Paula, Paule, Paulette, Paola ou Paulia (voir les 25 janvier, 26 janvier voire 11 janvier, 27 septembre).
Comme aux Pierre et ses principales variantes : au masculin Pierrot, Pere, Père, Pern, Petrus, Pier, Pierce, Pée, Peter, Pete, Pieter, Piotr, Petr, Pietr, Petre, Petros, Petrus, Piero, Piet, Pietro, Pedro, Sempé, Kephas, Képhas, Cephas ou Céphas ; Per et ses variantes autant bretonnes, masculines : Per, Perez, Perick, Perig, Pezr, Piarik, Pier, Pierig, Pierrick, Pierrig, Pipi ; et au féminin : Pérel, Pérelle, Pernette, Perrette, Perrine, Petra, Pétrouchka, Petruschka, Piera, Pierra, Pierette, Pierrette, Pierina, Pierrina, Pierrine, Pétronille, Péron(n)elle ou Pernelle ; Pezrez (voir les 31 mai etc.).
Et aussi aux :
- Craig et ses variantes : Craigie, Craik, Kraig, etc.
- Emma et sa variante Imma (voir 19 avril).
- Jade et ses variantes espagnoles.
- Marceau et sa variante Marcel (fêtes majeures les 16 janvier, 31 janvier).

## Traditions et superstitions

### Dictons
- « À la sainte-Emma, tes fourrages en bas. »[10]
- « À la saint-Pierre, coq chantant est présage de mauvais temps[11]. »[10]
- « À la saint-Pierre, les fraises à terre. »[10]
- « De Saint Jean [24 juin] à Saint Pierre, la semaine des haricots. »[10]
- « Entre Saint Pierre et Saint Paul, plante le poireau et le caul[12]. »[10]
- « Pluie de Saint Jean [24 juin], noie les noisettes, mais beau temps de Saint Pierre les rachète. »[10]
- « Quand Saint Pierre laisse de la pluie à la saint-Martial [30 juin], Saint Martial donne des essaims autant qu'il en faut. »[réf. nécessaire]
- « Quand Saint Pierre ne lave le chemin, Saint Martial le fait comme il faut. »[réf. nécessaire]
- « Saint Jean [24 juin] doit une averse, s'il ne la paie la paie Saint Pierre. »[13]
- « Saint Pierre et Saint Paul lavent la place à la saint-Martial. »[10]
- « Saints Pierre et Paul pluvieux, est pour trente jours dangereux. »[14]
- « S’il pleut le jour de la saint-Pierre, le grain bientôt enchérira, s’il vente c’est signe de guerre, s’il fait beau tout réussira. »[10]
- « Si Saint Jean [24 juin] manque sa ventée, celle de Saint Pierre ne sera pas volée. »[10]

### Astrologie
Signe du zodiaque : 8e jour du signe astrologique du cancer.

## Toponymie
Les noms de plusieurs voies, places, sites ou édifices de pays ou régions francophones contiennent la date du jour sous différentes graphies : voir Vingt-Neuf-Juin .